# Сан Филипо Супериоре (Месина)
Сан Филипо Супериоре је насеље у Италији у округу Месина, региону Сицилија.
Према процени из 2011. у насељу је живело 946 становника. Насеље се налази на надморској висини од 243 м.